# Hươu chuột lớn
Hươu chuột lớn (danh pháp hai phần: Tragulus napu) là một loài động vật guốc chẵn thuộc họ Cheo cheo. Loài này sống ở Brunei, Indonesia, Malaysia, miền nam Myanmar và miền nam Thái Lan. Nơi sinh sống của nó là các khu rừng ở các vùng đất thấp ẩm nhiệt đới và bán nhiệt đới.
Trước đây, Tragulus versicolor ở Đông Dương và Tragulus nigricans ở Philippines được gộp trong loài này.

## Hình ảnh

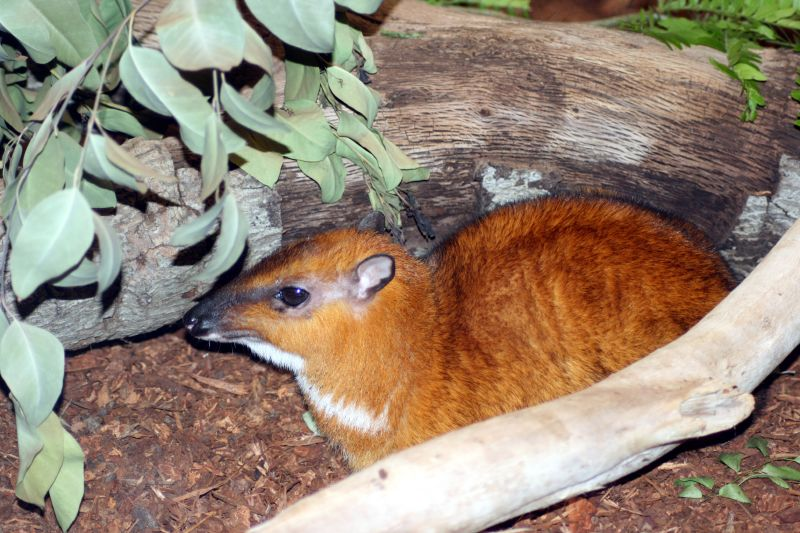
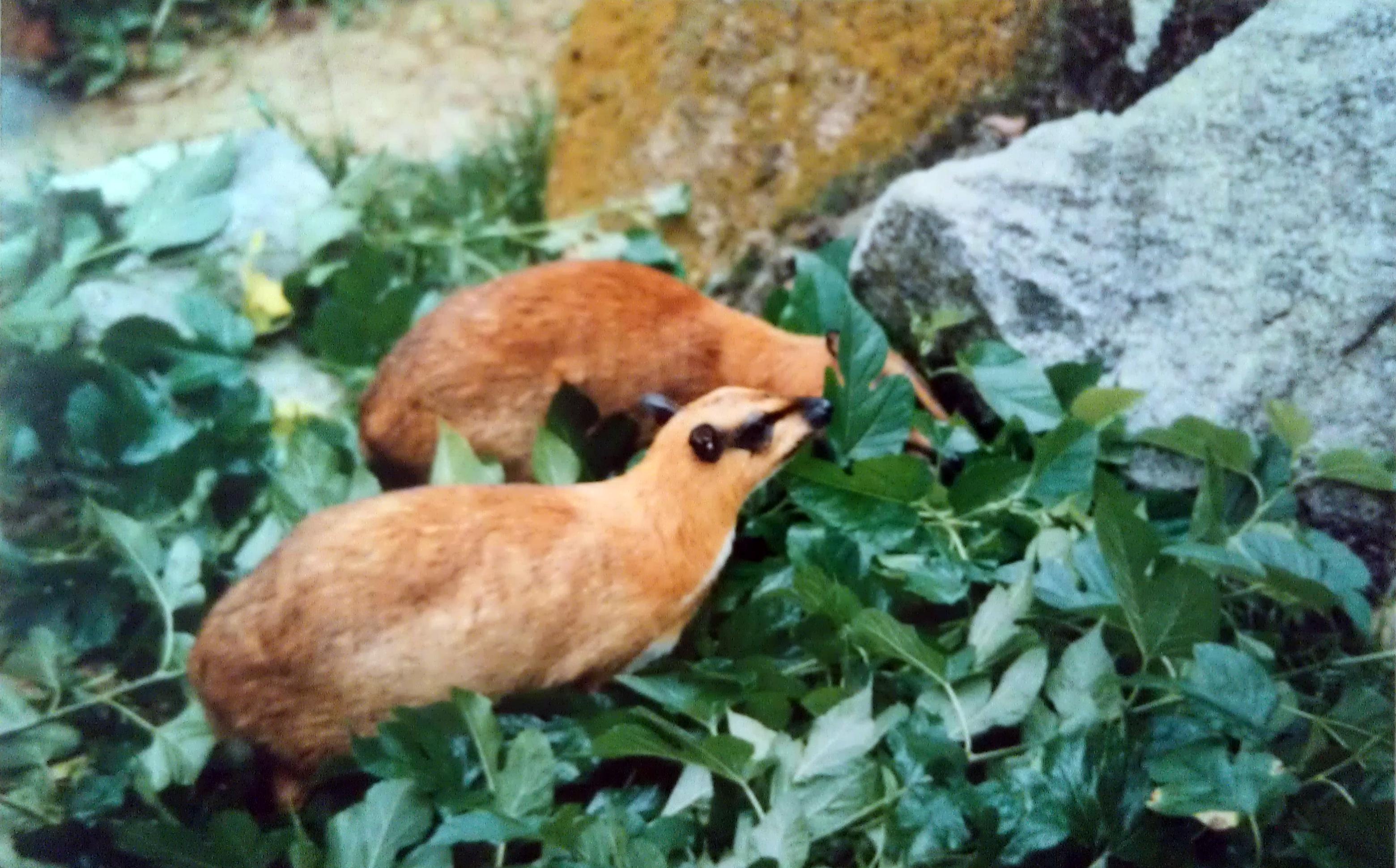
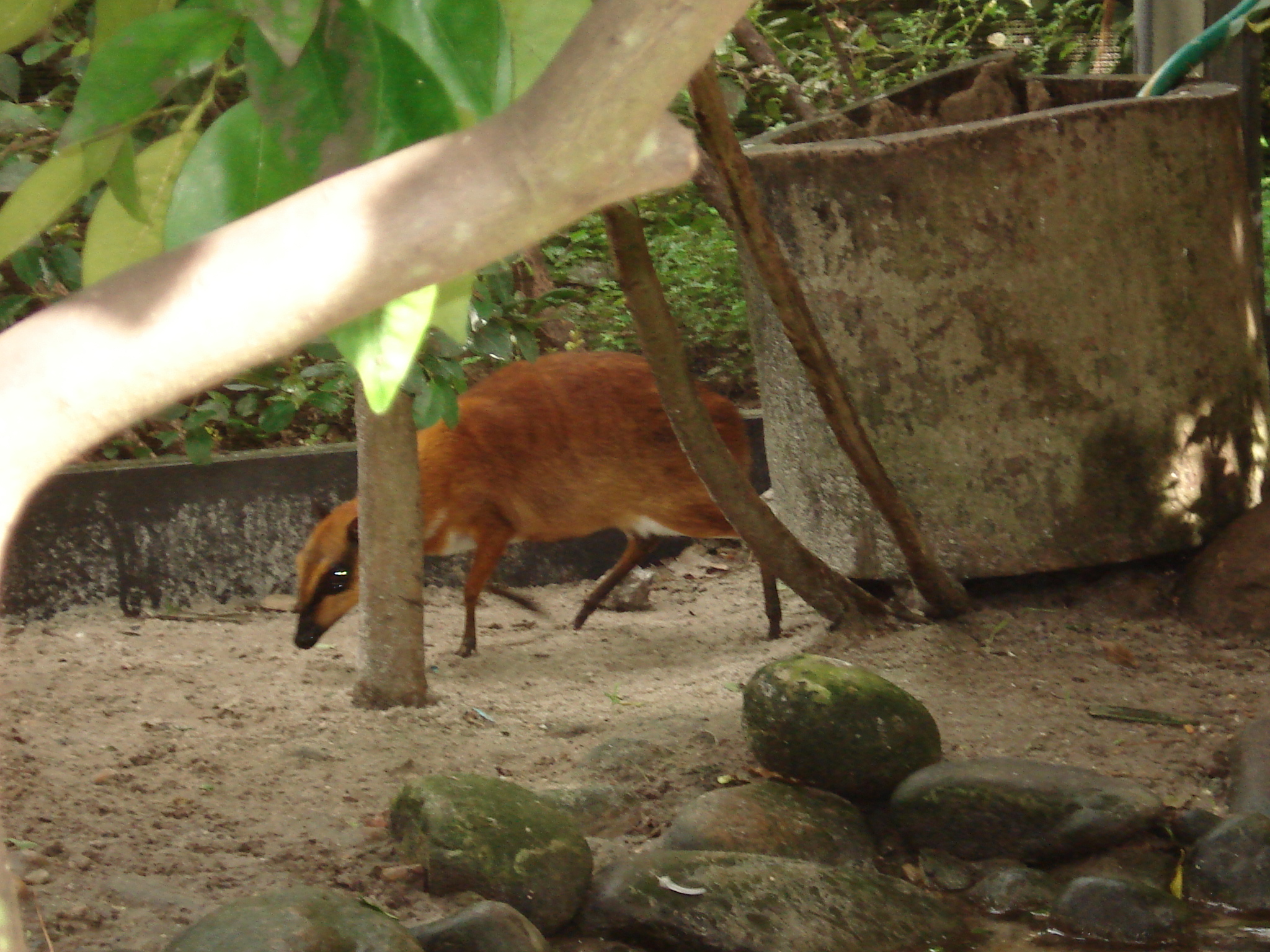
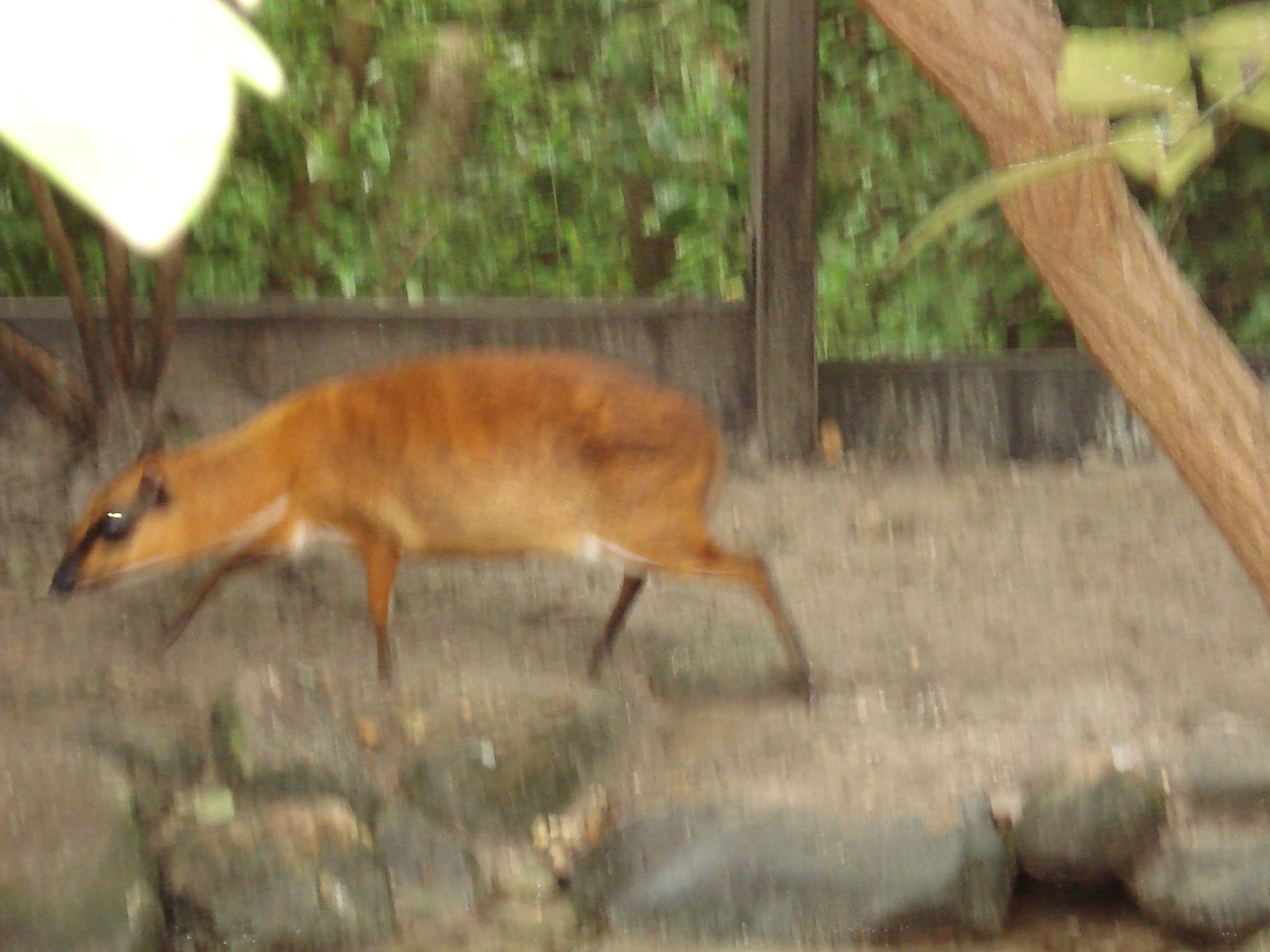